# Герб Агрызского района
Герб Агры́зского муниципального района Республики Татарстан Российской Федерации — опознавательно-правовой знак, служащий официальным символом муниципального образования.
Герб утверждён Решением № 7-4 Совета Агрызского муниципального района 1 августа 2006 года.
Герб внесён в Государственный геральдический регистр Российской Федерации под регистрационном номером 2624 и в Государственный геральдический реестр Республики Татарстан под № 70.

## Описание герба
В зелёном поле на узкой лазоревой (синей, голубой) оконечности всадник в серебряной шапочке (каляпуше), в рубашке и штанах того же металла и в черных безрукавке и сапогах, едущий на серебряном коне в червлёном (красном) уборе, левой рукой держащий узду, правой — показывающий вперёд. Справа вверху всадник сопровождён серебряной звездой о 8-ми лучах, косвенные лучи которой короче, а нижний луч длиннее прочих; влево от звезды отходит золотое крыло.

## Символика герба
Агрызская земля богата своей историей и традициями. Районный центр — город Агрыз известен с 1646 года. В гербе района отражены его исторические, этнографические и социально-хозяйственные особенности.
Главная фигура герба, сидящий на коне всадник в национальных татарских одеждах, символически отражает легенду об основателе этого поселения по имени Агрыз (Эгерже). Устремлённая вперёд рука всадника, символизирует стремление жителей Агрызского района к светлому будущему, а расположенная вверху щита восьми лучевая звезда («роза ветров») также символизирует соединение усилий всех народов, населяющих район, в достижении общих целей. Золотое крыло является символом железнодорожного транспорта (станция Агрыз — крупнейший железнодорожный узел Республики Татарстан).
Агрызский район с юга омывают воды Нижнекамского водохранилища, которое представлено в гербе лазурной оконечностью.
Особенностью района является его сельскохозяйственная направленность: возделываются зерновые культуры (яровая пшеница, озимая рожь), выращивается картофель, сахарная свёкла; развито мясо-молочное производство. Все это символически отражено в гербе зелёным полем щита.
Серебро — символ ясности, открытости, примирения, невинности.
Золото — символ урожая, богатства, стабильности, уважения и интеллекта.
Чёрный цвет — символ вечности, мудрости, скромности.
Зелёный цвет символизирует весну, здоровье, природу, плодородие.
Красный цвет — символ мужества, силы и красоты, праздника.
Лазурь — символ возвышенных устремлений, чести, славы, преданности, бессмертия.

## История герба
Автор идеи герба: Камиль Мухаметшин (Агрыз).
Доработка герба произведена Геральдическим советом при Президенте Республики Татарстан совместно с Союзом геральдистов России в составе:
Рамиль Хайрутдинов (Казань), Радик Салихов (Казань), Ильнур Миннуллин (Казань), Константин Мочёнов (Химки), Оксана Афанасьева (Москва), Вячеслав Мишин (Химки).